# 咸康 (東晋)
咸康（かんこう）は、東晋の成帝司馬衍の治世に行われた2番目の元号。
335年 - 342年。

## 出来事
- 咸康元年
  - 正月元日：即日改元。
  - 4月：後趙の石虎が長江に至ってから引き返す。
- 咸康2年
  - 10月：夜郎・興古が平定される。
- 咸康3年
  - 正月4日：太学が建立される。
- 咸康4年
  - 5月16日：王導が太傅・都督中外諸軍事となり、庾亮が司空に任じられる。
  - 6月：司徒の官名を丞相に改める。
- 咸康5年
  - 4月27日：成漢の巴郡・江陽を攻略する。
  - 7月18日：王導死去。
  - 8月10日：丞相を司徒に返す。
  - 8月19日：郗鑒死去。
  - 9月：後趙が江夏郡を侵す。
- 咸康6年
  - 正月元日：庾亮死去。
  - 正月11日：庾翼が安西将軍・都督江荊司雍梁益六州諸軍事となり西府軍を領す。
- 咸康7年
  - 4月：土断が初めて施行される。
- 咸康8年
  - 6月8日：成帝崩御。康帝司馬岳が即位。

## 西暦・干支との対照表
| 咸康 | 元年  | 2年   | 3年   | 4年   | 5年   | 6年   | 7年   | 8年   |
| 西暦 | 335年 | 336年 | 337年 | 338年 | 339年 | 340年 | 341年 | 342年 |
| 干支 | 乙未  | 丙申  | 丁酉  | 戊戌  | 己亥  | 庚子  | 辛丑  | 壬寅  |

## 他元号との対照表
| 咸康 | 元年   | 2年    | 3年    | 4年          | 5年    | 6年    | 7年    | 8年    |
| 後趙 | 建武元 | 建武2  | 建武3  | 建武4        | 建武5  | 建武6  | 建武7  | 建武8  |
| 成漢 | 玉恒元 | 玉恒2  | 玉恒3  | 玉恒4 漢興元 | 漢興2  | 漢興3  | 漢興4  | 漢興5  |
| 代   | -      | -      | -      | 建国元       | 建国2  | 建国3  | 建国4  | 建国5  |
| 前涼 | 建興23 | 建興24 | 建興25 | 建興26       | 建興27 | 建興28 | 建興29 | 建興30 |